# Talsperre Euba
Die Talsperre Euba befindet sich in Euba, einem östlichen Stadtteil von Chemnitz im Freistaat Sachsen. Die Talsperre wurde von 1911 bis 1914 zur Wasserversorgung der Dampflokomotiven im Rangierbahnhof Chemnitz-Hilbersdorf gebaut. Die Mauer besteht aus dem Gestein, das aus dem benachbarten Steinbruch, dem späteren Eibsee, gewonnen und mit einer Feldeisenbahn zum Stausee befördert wurden.
Die unter Denkmalschutz stehende Staumauer der Talsperre Euba ist eine gekrümmte Gewichtsstaumauer aus Bruchsteinmauerwerk nach dem Intze-Prinzip. Das gestaute Gewässer ist der Talsperrenbach im Flussgebiet der Freiberger Mulde.
Im Jahre 1973 wurde hier das Naturbad Euba eröffnet, für das man beginnend in 1972 Umkleidekabinen errichtete.
Die Talsperre wird heute nicht mehr genutzt und ist nur geringfügig eingestaut. Baden, Angeln, Freizeitsport etc. im und um dem Stausee ist verboten, wird aber „wild“ betrieben. An der Rückwand befinden sich Bohrhaken, sodass sie zum Sportklettern genutzt werden kann.

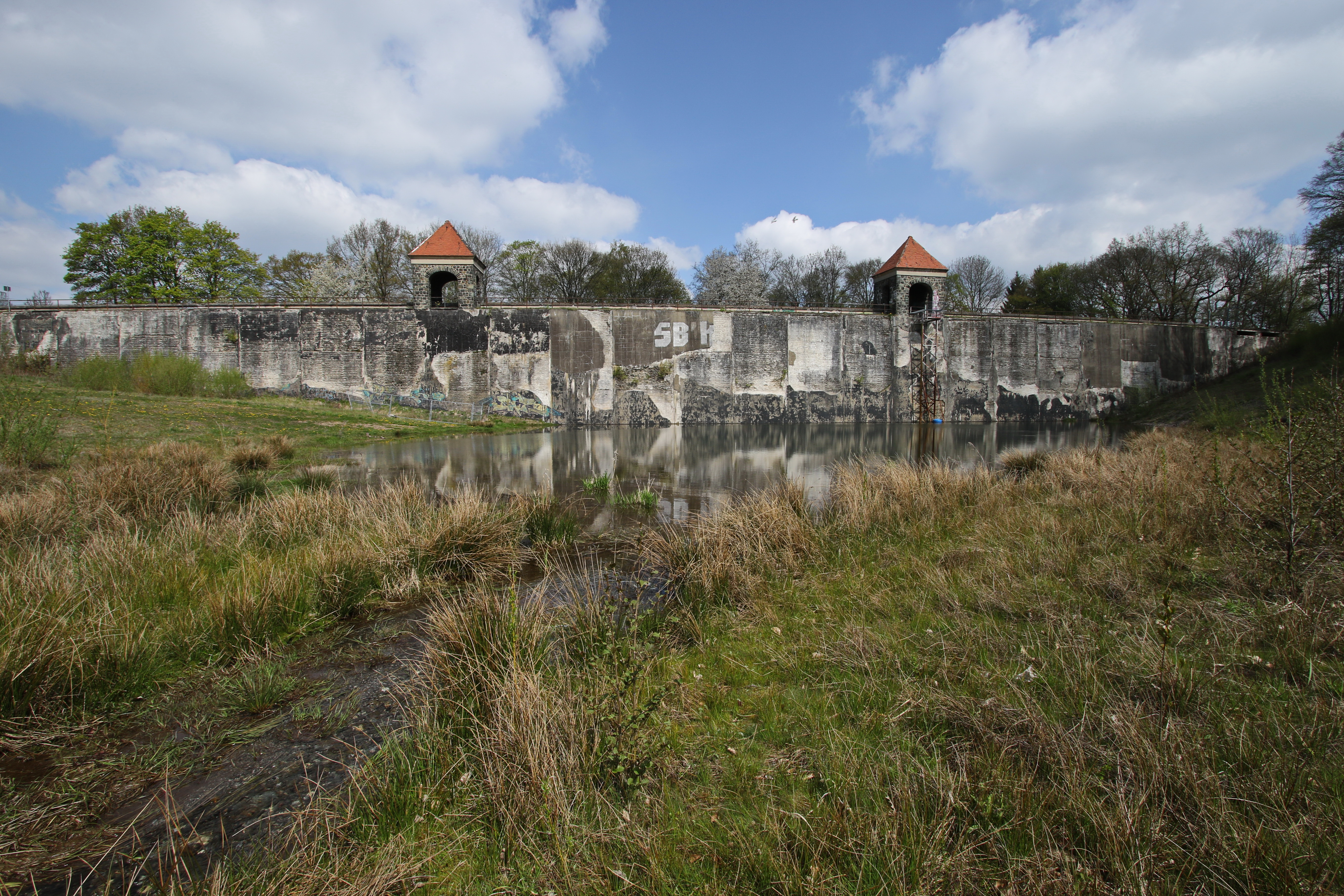
Talsperre Euba 2016

Der 2008 gegründete Verein „Rettet die Talsperre Euba! e. V.“ hat sich zum Ziel gesetzt, die seit längerer Zeit vernachlässigte Talsperre Euba vor dem drohenden Verfall zu retten und den Einwohnern der Gemeinde Euba, der Stadt Chemnitz und den umliegenden Gemeinden wieder als Erholungsanlage zur Verfügung zu stellen.
Im Sommer 2011 war das Grundstück auf dem sich die Talsperre befindet von der Stadt Chemnitz zum Verkauf ausgeschrieben. Ende 2012 einigte sich die Stadt mit dem Investor DC-Entertainment, der bereits das Naturbad in Niederwiesa betreibt und Mitausrichter des Heavy 24 MTB ist, auf einen Kaufpreis von 18.500 Euro.
Bevor die Mauer nicht grundlegend saniert ist, darf in der Talsperre Euba kein Wasser angestaut werden. Bei den starken Regenfällen des HQ100-Hochwasser im Juni 2013 wurde die Talsperre gleichwohl bis zum Überlauf geflutet. Ein zügiges Ablassen der Talsperre war nicht möglich, da sich der Grundablass auch nach mehreren Tauchgängen des THW nicht öffnen ließ. Um den Wasserspiegel um zwölf Meter zu senken, wurden drei oberirdische Ableitungen gelegt. Damit sank der Pegel um zwei Zentimeter pro Stunde; das Ablassen per Grundauslass hätte drei bis fünf Tage gedauert.